# 인천광역시북부교육지원청
인천광역시북부교육지원청(仁川廣域市北部敎育支援廳, Incheon Bukbu Office of Education)은 인천광역시 부평구, 계양구를 관할하는 인천광역시교육청 산하의 교육지원청이다.
교육장은 장학관으로 보한다.

## 산하기관

### 부평구

#### 초등학교
| - 인천갈산초등학교 - 인천갈월초등학교 - 인천개흥초등학교 - 인천구산초등학교 - 인천굴포초등학교 - 인천금마초등학교 - 인천대정초등학교 - 인천동수초등학교 - 인천동암초등학교 - 인천마곡초등학교 - 인천마장초등학교 | - 인천미산초등학교 - 인천백운초등학교 - 인천부개서초등학교 - 인천부개초등학교 - 인천부곡초등학교 - 인천부광초등학교 - 인천부내초등학교 - 인천부마초등학교 - 인천부원초등학교 - 인천부일초등학교 | - 인천부평남초등학교 - 인천부평동초등학교 - 인천부평북초등학교 - 인천부평서초등학교 - 인천부흥초등학교 - 인천산곡남초등학교 - 인천산곡북초등학교 - 인천산곡초등학교 - 인천삼산초등학교 - 인천상정초등학교 | - 인천신촌초등학교 - 인천십정초등학교 - 인천영선초등학교 - 인천용마초등학교 - 인천일신초등학교 - 인천진산초등학교 - 인천청천초등학교 - 인천하정초등학교 - 인천한길초등학교 - 인천후정초등학교 - 한일초등학교 |

#### 중학교
| - 갈산중학교 - 구산중학교 - 동암중학교 - 부광중학교 - 부원여자중학교 - 부원중학교 | - 부일중학교 - 부평동중학교 - 부평서여자중학교 - 부평서중학교 - 부평여자중학교 | - 부평중학교 - 부흥중학교 - 산곡남중학교 - 산곡여자중학교 - 산곡중학교 | - 삼산중학교 - 인천동수중학교 - 인천상정중학교 - 진산중학교 - 청천중학교 |

#### 계양구
초등학교
| - 경인교육대학교 부설초등학교 - 인천계산초등학교 - 인천계양초등학교 - 상야분교 - 인천귤현초등학교 - 인천길주초등학교 - 인천당산초등학교 - 인천명현초등학교 | - 인천병방초등학교 - 인천부평초등학교 - 인천부현동초등학교 - 인천부현초등학교 - 인천서운초등학교 - 인천성지초등학교 - 인천소양초등학교 - 인천신대초등학교 | - 인천안남초등학교 - 인천안산초등학교 - 인천양촌초등학교 - 인천작동초등학교 - 인천작전초등학교 - 인천해서초등학교 - 인천화전초등학교 | - 인천효성남초등학교 - 인천효성동초등학교 - 인천효성서초등학교 - 인천효성초등학교 |

#### 중학교
| - 계산여자중학교 - 계산중학교 - 계양중학교 - 명현중학교 | - 북인천여자중학교 - 북인천중학교 - 서운중학교 - 인천계수중학교 | - 인천동양중학교 - 인천안남중학교 - 인천양촌중학교 - 인천예일중학교 | - 인천효성중학교 - 임학중학교 - 작전중학교 |

## 같이 보기
- 대한민국 교육부